# Triprolidina
Triprolidina é um fármaco utilizado em medicamentos como anti-histamínico.